# Muwatalli II
Muwatalli II, o Muwattalli (1320 a.C. circa – 1272 a.C.), cui fu imposto alla nascita anche il nome Hurrita Sharri Teshub, fu un sovrano ittita che regnò dal 1295 al 1272 a.C., succedendo al padre Muršili II.

## I primi anni di regno
Figlio maggiore ed erede designato del re Muršili II e della regina Gassulawiya, Muwatalli ascese al trono alla morte del padre avvenuta nel 1295 a.C., ereditando un impero vasto e pacificato, ma le cui periferie nord e ovest erano in fermento, come consuetudine della storia ittita. 
Non molto tempo dopo Seti I salì al trono d'Egitto, l'altra grande potenza del tempo, e le sue prime azioni chiarirono l'intenzione di riprendere una politica espansionista nella ricca area siriana, punto di contatto e di frizione tra i due imperi.
Così Muwatalli comprendendo che presto sarebbe stato chiamato a uno scontro, prima tentò di ripopolare il Nord, da sempre vittima delle devastanti incursioni delle tribù barbare dei Kaska, che spesso dai monti del Ponto anatolico si spingevano fino alla capitale Hattuša. Poi, temendo di essere colpito alle spalle durante il probabile scontro con gli Egizi in Siria, Muwatalli prese la decisione di spostare la capitale da Hattuša a Tarhuntašša, nell'Anatolia sud-orientale (nei pressi dell'odierna Hatip) in una zona più tranquilla e controllabile, e più prossima al fronte siriano.
Tale azione tuttavia, per quanto sensata, fu percepita quasi come una profanazione dalla nobiltà ittita, legata a Hattuša, capitale storica e punto di riferimento degli Ittiti; Hattuša era inoltre il luogo dove si trovava la Casa di Pietra, sepolcro ancor oggi non individuato dove riposavano i resti di tutti i sovrani ittiti.
Muwatalli si alienò così i favori di un'ampia fetta della nobiltà, creando tensioni e divisioni nella sua stessa corte. 
Come non bastasse, il sovrano di fatto divise il regno in due parti, nominando suo fratello, il futuro Hattušili III, governatore del Nord dalla città di Hakpis.
Il faraone Seti I come temuto dette inizio alle ostilità attorno al 1290-1288 a.C., attaccando con successo il Regno di Amurru, sottratto all'Egitto dal nonno di Muwatalli, Šuppiluliuma I, solo pochi decenni prima e posto proprio nell'area di contatto tra i due imperi; anziché reagire, Muwatalli, non sentendosi ancora pronto per il grande scontro, scelse la via diplomatica e sottoscrisse un trattato col faraone, una tregua momentanea tra i due imperi.

## Il fronte occidentale
Nel frattempo sul fronte occidentale dell'impero l'attività espansionistica del regno miceneo di Aḫḫiyawa era al suo apice: per mezzo di avventurieri locali e sobillatori, il non esattamente identificato regno egeo tentava di alimentare rivolte in Arzawa, nel chiaro intento di espandere la propria influenza nell'area.
Particolarmente attivo era Piyama-Radu, per diversi decenni autentica spina nel fianco di sovrani ittiti, a tal punto da essere perfino citato in orazioni e aruspici di sovrani e regine come una piaga da cui essere liberati.
Proprio Piyama-Radu, con un colpo di mano, rimosse il re-vassallo ittita della Terra del fiume Seha, Manhapa-Tarhunta, occupando il suo regno e installandovi come reggente suo genero Atpa, per poi marciare con un esercito "miceneo" sull'altro stato vassallo ittita, Wilusa/Troia, che conquistò, rimuovendo il sovrano filo-ittita (1285-80 a.C. circa).
L'episodio è narrato nella cosiddetta "Lettera di Manhapa-Tarhunta", una tavoletta in lingua ittita giunta quasi intatta sino a noi e potrebbe essere alla base della leggenda omerica della Guerra di Troia. Per coincidenza temporale e protagonisti, questo è l'episodio storico che più si avvicina all'epopea omerica.
La reazione di Muwatalli non si fece attendere: il sovrano inviò immediatamente un contingente agli ordini del generale Kassu che, con l'appoggio di Kupanta-Kurunta re di Mira, riconquistò sia la Terra del fiume Seha sia Wilusa, installando su quest'ultima un nuovo re-vassallo, Alaksandu. .
Il sovrano ittita rimosse ed esiliò anche l'inetto Manhapa-Tarhunta, sostituendolo col figlio Mashturi, cui a suggello dell'alleanza dette forse in sposa sua sorella Massanauzzi.

## La seconda battaglia di Kadesh (1274 a.C.)
Dopo avere pacificato gli altri confini, Muwatalli poté dedicarsi allo scontro con gli Egizi, al cui trono era nel frattempo asceso uno dei più longevi faraoni della storia, il figlio di Seti I, Ramses II.
Dopo alcune scaramucce in area siriana provocate dal faraone (1275 a.C.), Muwatalli scese in Siria col fratello Hattušili per lo scontro decisivo, che avvenne l'anno seguente a Kadesh, punto di contatto dei due imperi.
Il sovrano ittita riuscì a formare una coalizione composta da un gran numero di tribù locali. Secondo fonti egizie, gli alleati formavano un esercito composto da 30 000 soldati e 3 000 carri, mentre l'esercito egizio era invece formato da 20 000 soldati e 2 500 carri da guerra.
Muwatalli orchestrò una trappola mandando incontro agli Egiziani due persone a lui fedeli che, dopo essere state catturate, rivelarono agli Egizi che l'esercito ittita era lontano da Kadesh. 
Ramses, credendo a quanto raccontato, divise le sue forze: l'armata di Amon si accampò vicino ad un bosco, l'armata di Seth al guado più lontano da Kadesh, quelle di Ra e Ptah al guado più vicino alla roccaforte.
Muwatalli allora fece scattare la sua trappola: i soldati ittiti nascosti nel bosco attaccarono l'accampamento egiziano, decimando l'armata di Seth e indebolendo quella di Amon. Nei documenti egizi (le uniche fonti pervenuteci che riferiscano della battaglia, ben poco imparziali), si narra che, mentre l'esercito egizio era in fuga, Ramses da solo andò all'attacco, risollevando gli animi dei soldati e riuscendo a sconfiggere le forze ittite, per conseguire una vittoria che fino a poco prima sembrava impossibile. 
È probabile che Ramses fosse riuscito a contenere l'esercito avversario grazie al tempestivo arrivo della terza divisione (la quarta quasi sicuramente non arrivò in tempo per prendere parte alla battaglia) e di un contingente proveniente dal paese di Amurru, il cui re Benteshina aveva tradito gli Ittiti ed era passato dalla parte degli Egizi.
Lo scontro pare essersi concluso senza un netto vincitore.
Resta il dato di fatto che Kadesh restò sotto il dominio ittita e Amurru e Aba (Damasco) vi ritornarono; Benteshina fu deposto, portato a Hattuša e sostituito con un nuovo sovrano, Shapili.

## Gli ultimi anni
Secondo la ricostruzione di alcuni studiosi verso la fine del regno il sovrano sarebbe stato alle prese con supposti intrighi di palazzo: Muwatalli II avrebbe temuto che la Regina Regnante Danuhepa, Sposa Reale del suo defunto padre dopo la morte della prima moglie Gassulawiya, la madre di Muwatalli, avrebbe potuto favorire i propri figli rispetto a quelli del sovrano nella futura successione regale.
Dato il suo rango di Regina Regnante, i figli di Danuhepa e di Muršili II erano eredi di Primo Rango, mentre quelli di Muwatalli non lo erano.
Non ci è giunto in alcun testo il nome della sposa reale di Muwatalli II, che non fu mai Regina Regnante e, per quanto noto, non gli dette figli maschi; sappiamo invece che Muwatalli ne ebbe almeno due, probabilmente da spose secondarie, cui fu imposto un nome hurrita: Urhi-Teshub (Muršili III) e Ulmi-Teshub (Kurunta).
Urhi-Teshub, l'erede designato ed effettivo successore, era certamente figlio di una consorte secondaria o di una concubina, il che non lo escludeva dalla successione ma era considerato criterio penalizzante. Probabilmente anche Ulmi-Teshub lo era ma non si può escludere del tutto che potesse essere figlio della ignota sposa reale di Muwatalli, e quindi di primo rango; mancano tuttavia evidenze in tal senso.
Muwatalli comunque sia, decise di tenere a corte con sé solo il tuhkanti designato, Urhi-Teshub, e inviò invece il secondogenito Ulmi-Teshub/Kurunta a Hakpis, lontano da corte, perché fosse cresciuto dal fratello Hattušili.
Se lotte dinastiche vi furono, Muwatalli riuscì a tenerle sotto controllo: mise sotto processo strumentalmente Danuhepa per atti profanatori, ne ottenne la condanna (e forse l'uccisione del figlio maggiore), la rimosse da Regina Regnante e la allontanò da corte.
Gli ultimi anni di regno di Muwatalli, fatta la scelta di Muršili III come erede, furono contraddistinti da una forte presenza del figlio nella gestione attiva dell'impero, tanto da fare ipotizzare ad alcuniaddirittura un periodo di co-reggenza, mentre i più ritengono abbia solo svolto funzioni solitamente di pertinenza del re. 
Dai testi che ci sono giunti appare un Muršili III timoroso della propria posizione, preoccupato dalla nobiltà ittita e in disaccordo con alcune scelte prese da Muwatalli, soprattutto in relazione allo spostamento della capitale e alle questioni di culto connesse.

## L'eredità di Muwatalli
Entrambi i figli di Muwatalli II svolsero un ruolo importante nella storia ittita: Urhi-Teshub divenne re alla sua morte con il nome di Muršili III e regnò per 7 anni tra il 1272 a.C. e il 1265 a.C. prima di essere deposto, al termine di una rapida guerra civile, dallo zio Hattušili III; Kurunta fu governatore o viceré di Tarhuntašša, mantenendo una posizione di primissimo piano sia durante il regno di Hattušili III sia durante il regno del figlio e successore di quest'ultimo, Tudhaliya IVoriginando comunque con la propria secessione la disintegrazione dell'impero.
Muwatalli fu uno dei grandi sovrani dell'impero ittita: morì in seguito a cause sconosciute, nel 1272, pochi anni dopo la seconda battaglia di Kadesh, lasciando un impero vasto e apparentemente solido; eppure, paradossalmente, proprio alla sua divisione dell'impero in due zone, alla creazione di una nuova capitale, Tarhuntašša, e all'avere affidato il figlio Kurunta al fratello, va ascritta la creazione del germe che minò l'unità della famiglia reale, contribuendo in maniera significativa al collasso finale.
Muwatalli è associato ad alcune delle missive più celebri della storia anatolica: è il destinatario della già citata Lettera di Manhapa-Tarhunta, fonte di importanti notizie su Wilusa/Troia e secondo una parte degli studiosi sarebbe l'autore dell'altrettanto celebre Lettera di Tawagalawa.